# قائمة زملاء الجمعية الملكية المنتخبين في 1907
هذه الصفحة تعرض قائمة زملاء الجمعية الملكية المُنتخبين لعام 1907.

## الزملاء
- هنري نيكولاس ريدلي
- فرانك آدامز
- Henry Cabourn Pocklington [الإنجليزية]‏
- Arthur Robertson Cushny [الإنجليزية]‏
- وليم هنري يونغ [الإنجليزية]‏
- Frederick William Gamble [الإنجليزية]‏
- وليام دوديل

## الأعضاء الأجانب
- إدوارد تشارلز بيكرنج
- أوغستو ريغي